# Panic Inc.
Panic Inc. est une société américaine de développement de logiciels et de jeux vidéo basée à Portland, Oregon. La société est spécialisée dans les applications macOS et iOS et commence à publier des jeux vidéo en 2016.
Panic est créée par Steven Frank et Cabel Sasser,.

## Produits

### Logiciels
Panic est connu pour ses applications Transmit, Audion, Unison et Nova. La société remporte plusieurs Apple Design Awards pour ses produits,,.
En 1999, Audion est introduit en tant que lecteur multimédia MP3 personnalisable. L'un de ses concurrents, SoundJam MP, est racheté par Apple en 2000 qui est ensuite développé en iTunes 1.0 en 2001. Panic  distribue ensuite Audion gratuitement à partir de 2004.
Après Audion, Panic se concentre sur le développement de deux autres applications logicielles. En 2004, ils sortent Unison, un lecteur Usenet. En 2007, l'application de développement Web Coda est introduite. En 2019, Panic annonce un successeur à Coda nommé Nova.
| Application          | Plate-forme          | Type                 | Références           |
| Toujours en activité | Toujours en activité | Toujours en activité | Toujours en activité |
| -------------------- | -------------------- | -------------------- | -------------------- |
| Transmit             | macOS                | FTP client           |                      |
| Nova                 | macOS                | Web development      |                      |
| Prompt               | iOS                  | Command line         |                      |
| Panic Pals           | iOS                  | iMessage stickers    |                      |
| Abandonné            |                      |                      |                      |
| Code Editor          | iOS                  | Web development      |                      |
| Audion               | macOS                | Music player         | [ 9 ]                |
| CandyBar             | macOS                | Icon customization   | [ 13 ]               |
| Coda                 | macOS                | Web development      |                      |
| Desktastic           | macOS                | Desktop annotation   |                      |
| Stattoo              | macOS                | Computer statistics  |                      |
| Status Board         | iOS                  | Information display  | [ 14 ]               |
| Transmit             | iOS                  | FTP client           | [ 15 ]               |
| Unison               | macOS                | Usenet client        | [ 16 ]               |

### Jeux vidéo
La société publie son premier jeu vidéo, Firewatch, le 9 février 2016. Panic publie son deuxième jeu, Untitled Goose Game, le 20 septembre 2019.
| Titre                     | Plate-forme(s)                                                       | Développeur          | Date de sortie    | Références |
| ------------------------- | -------------------------------------------------------------------- | -------------------- | ----------------- | ---------- |
| Firewatch                 | PC (Windows, macOS, Linux), PlayStation 4, Xbox One, Nintendo Switch | Campo Santo          | 9 février 2016    | [ 17 ]     |
| Untitled Goose Game       | PC (Windows, macOS), PlayStation 4, Xbox One, Nintendo Switch        | House House          | 20 septembre 2019 | [ 19 ]     |
| Nour: Play with Your Food | PC (Windows, macOS), PlayStation 5                                   | Terrifying Jellyfish | 12 septembre 2023 | [ 20 ]     |

### Playdate
Playdate est une console portable, conçue par Panic en collaboration avec la firme suédoise Teenage Engineering. L'appareil dispose d'un écran 1 bit de 400 x 240 pixels, d'un pavé directionnel à gauche, de deux boutons à droite et d'une manivelle mécanique sur le bord droit de l'appareil.
Les jeux sont diffusés en "saisons", deux jeux par semaine pendant douze semaines. Ils sont automatiquement téléchargés sur l'appareil lorsqu'ils sont disponibles. Alors que certains jeux vidéo pour Playdate sont produits chez Panic, la plupart des jeux sont créés par des développeurs de jeux indépendants tels que Keita Takahashi, Zach Gage, Bennett Foddy et Shaun Inman.

## Récompenses
| Année | Application   | Récompense          | Catégorie                               | Résultat   | Référence |
| ----- | ------------- | ------------------- | --------------------------------------- | ---------- | --------- |
| 2003  | Transmit 2    | Apple Design Awards | Best Mac OS X User Experience           | Nomination |           |
| 2004  | Unison 1.0.2a | Apple Design Awards | Best Mac OS X Product                   | Nomination |           |
| 2004  | Unison 1.0.2a | Apple Design Awards | Best Mac OS X User Experience           | Lauréat    |           |
| 2005  | Transmit 3    | MacWorld            | MacWorld Best of Show                   | Lauréat    | [ 24 ]    |
| 2005  | Transmit 3.2  | Apple Design Awards | Best Mac OS X Tiger Technology Adoption | Lauréat    | [ 5 ]     |
| 2007  | Coda 1        | Apple Design Awards | Best Mac OS X User Experience           | Lauréat    | [ 6 ]     |
| 2013  | Coda 2        | Apple Design Awards | Mac OS X                                | Lauréat    | [ 7 ]     |
| 2021  | Nova          | Apple Design Awards | Interaction                             | Nomination | [ 25 ]    |